# Ерусалимский, Яков Михайлович
Яков Михайлович Ерусалимский (род. 28 марта 1947 года) ― математик, кандидат физико-математических наук (1976), доктор технических наук (2015 г.), доцент (1983 г.), профессор (2001 г.), Заслуженный работник высшей школы Российской Федерации (2007 г.).

## Биография
Родился 28 марта 1947 года. В 1965 году окончил школу № 22 города Ростова-на-Дону (с золотой медалью), в 1970 году — механико-математический факультет Ростовского государственного университета по специальности «Математика».
Под руководством профессора Игоря Борисовича Симоненко в 1976 году защитил кандидатскую диссертацию на тему «Операторы мультипликативной дискретной свёртки» в Ростовском государственном университете.
В Ростовском государственном университете прошёл путь от ассистента до профессора: в 1973―1977 годах ― ассистент кафедры алгебры и дискретной математики, старший преподаватель кафедры алгебры и дискретной математики (1977―1981), с 1981 по 1995 ― доцент кафедры алгебры и дискретной математики, с 1995 года профессор кафедры алгебры и дискретной математики.
В 1983―1986 годах заместитель декана механико-математического факультета по учебной работе, заместитель декана по научной работе (1985―1986), декан механико-математического факультета Ростовского государственного университета (факультета математики, механики и компьютерных наук ЮФУ) ― 1988―2008. Читал лекции для студентов Калмыцкого университета.
В Ростовском государственном университете на механико-математическом факультете по инициативе Ерусалимского впервые в России внедрена многоуровневая система высшего образования «бакалавр―магистр».
Защитил докторскую диссертацию на тему «Разработка и исследование методов решения экстремальных задач на ориентированных графах и сетях с ограничениями на достижимость». С 2015 года ― доктор технических наук.
Автор свыше 250 работ, в том числе 4 монографий и 5 учебников. В 2005 году награждён медалью К. Д. Ушинского ― за разработку учебников и учебных пособий для высшей школы.
Подготовил 10 кандидатов наук и 1 доктора наук.

## Заслуги
- Заслуженный работник высшей школы Российской Федерации (2007),
- Почётный работник высшего профессионального образования Российской Федерации (2000),
- Медаль К. Д. Ушинского (2005),
- Медаль «За доблестный труд на благо Донского края» (2015),
- Медаль «За заслуги перед Южным федеральным университетом» I степени (2015),
- Лауреат конкурса фонда «Династия» в номинации «Наставник будущих ученых» (2007, 2008, 2009),
- Победитель Всероссийского конкурса учебников нового поколения (1998).
- Гранты ISSEP — доцент (1996—1998). профессор (2000)

## Членство в организациях
- Член экспертного совета Южного федерального университета по математике, механике и компьютерным наукам,
- Член редколлегии журналов «Известия вузов. Северо-Кавказский регион», серия естественных наук (зам. председателя редколлегии), Вестник Санкт-Петербургского университета, серия 10 ― прикладная математика, информатика, теория управления, «Universal Journal of Applied Mathematics», Таврический вестник информатики и математики, Вестник Дагестанского государственного университета. Серия 1. Естественные науки, Вестник ВГУ. Серия: Физика. Математика.
- Член Ученого Совета Южного федерального университета,
- Член Совета института математики, механики и компьютерных наук им. И. И. Воровича.
- Член ФУМО для укрупненной группы специальностей и направлений подготовки 02.00.00 Компьютерные и информационные науки.

## Труды
Учебники и учебные пособия
- Математика. Общий курс (Лань, СПб, первое изд. ― 2002 г., 4-е изд. ― 2008 г.) ― победитель всероссийского конкурса учебников нового поколения,
- Дискретная математика: теория, задачи, приложения ― гриф Министерства образования (изд. 12-е, 2011, Москва, Вузовская книга),
- Практикум по элементарной математике (Вузовская книга, Москва, изд. 3-е, 2008 г.),
- Дискретная математика для биоинформатиков (ЮФУ, 2011),
- Алгебра и геометрия: теория и практикум (соавт. Чернявская И. А., ЮФУ, 2011, 2012, 2020),
- Практикум по дискретной математике (ЮФУ, 2014).
- Дискретная математика. Теория и практикум (Лань, СПб., 2023, изд. 2-е)
- Эта «простая» и «красивая» математика (соавт. Малонек Г. Р. (Португалия), ЮФУ, 2023, 3-е изд.)
- Discrete Mathematics (соавт. Скороходов В. А., ЮФУ, 2023)
- This a Simple and Beautiful Math (соавт. Малонек Г. Р. (Португалия), ЮФУ, 2023)

Монографии
- Графы с нестандартной достижимостью: теория, приложения (ЮФУ, 2008, соавт. Скороходов В. А., Петросян А. Г., Кузьминова М. В.),
- Болонский учебник и наоборот (ЮФУ, 2010),
- Нестандартная достижимость на ориентированных графах: модели и алгоритмы (Lambert Academic Publishing, 2010, соавт. Скороходов В. А.),
- Современный учебник в меняющейся системе образования (Palmarium Academic Publishing, 2013), Нестандартная достижимость на ориентированных графах и сетях (Palmarium Academic Publishing, 2013).